# Аю (рыба)
Аю́, или айю́ (лат. Plecoglossus altivelis) — вид небольших лучепёрых рыб из отряда корюшкообразных, единственный в роде аю (Plecoglossus) и семействе плекоглоссовых, или аювых, или айювых (Plecoglossidae). Из-за особенностей строения скелета и кишечника выделен в отдельное семейство, ранее рассматривался в составе семейства корюшковых (Osmeridae).
Длина тела 30 см, максимальная длина 70 см. Обитает в море, нерестится в реках. Питается преимущественно водорослями, а также планктоном, личинками беспозвоночных, ракообразными и червями. Ареал ограничен прибрежной полосой северо-западной части Тихого океана от Хоккайдо до Вьетнама.
В Восточной Азии мясо рыбы ценится из-за своих вкусовых качеств. Рыбу выращивают искусственно.

## Классификация
Выделяют 2 подвида:
- Plecoglossus altivelis altivelis (Temminck & Schlegel, 1846)
- Plecoglossus altivelis ryukyuensis Nishida, 1988 — обитает у островов Рюкю